# Sanct Peders Gade (Ribe)
Sct. Peders Gade går mellem Saltgade og Hovedengen i Ribe.
Gaden er opkaldt efter Sct. Peders Kirke, der blev nedlagt ved reformationen. Denne kirke nævnes første gang den 13. juni 1145 i forbindelse med en begivenhed på Ribe Katedralskole.
Kirken skulle have været den mindste af Ribes dengang syv kirker og være beliggende i Hovedengens nordvestligste hjørne omkring Ribe Å.
Sct. Peders Kirkegård skulle især have være beregnet for byens fattige. Blandt andet skulle mange ofre for pesten være begravet her.
Primo marts 1960 fandt Nationalmuseet kirketomten. Her beskrives den som værende ved Ribe Jernstøberi.
Oluf Ring boede i nr 4, mens han var ansat på seminariet og skrev her melodierne til bl.a. Se, nu stiger solen af havets skød og Danmark, nu blunder den lyse nat.

## Galleri
- Danhostel Ribe for enden af gaden
- Gadens vestlige nordside domineres af jernstøberiets bygninger
- Mindetavle på nr 4